# Downing Street

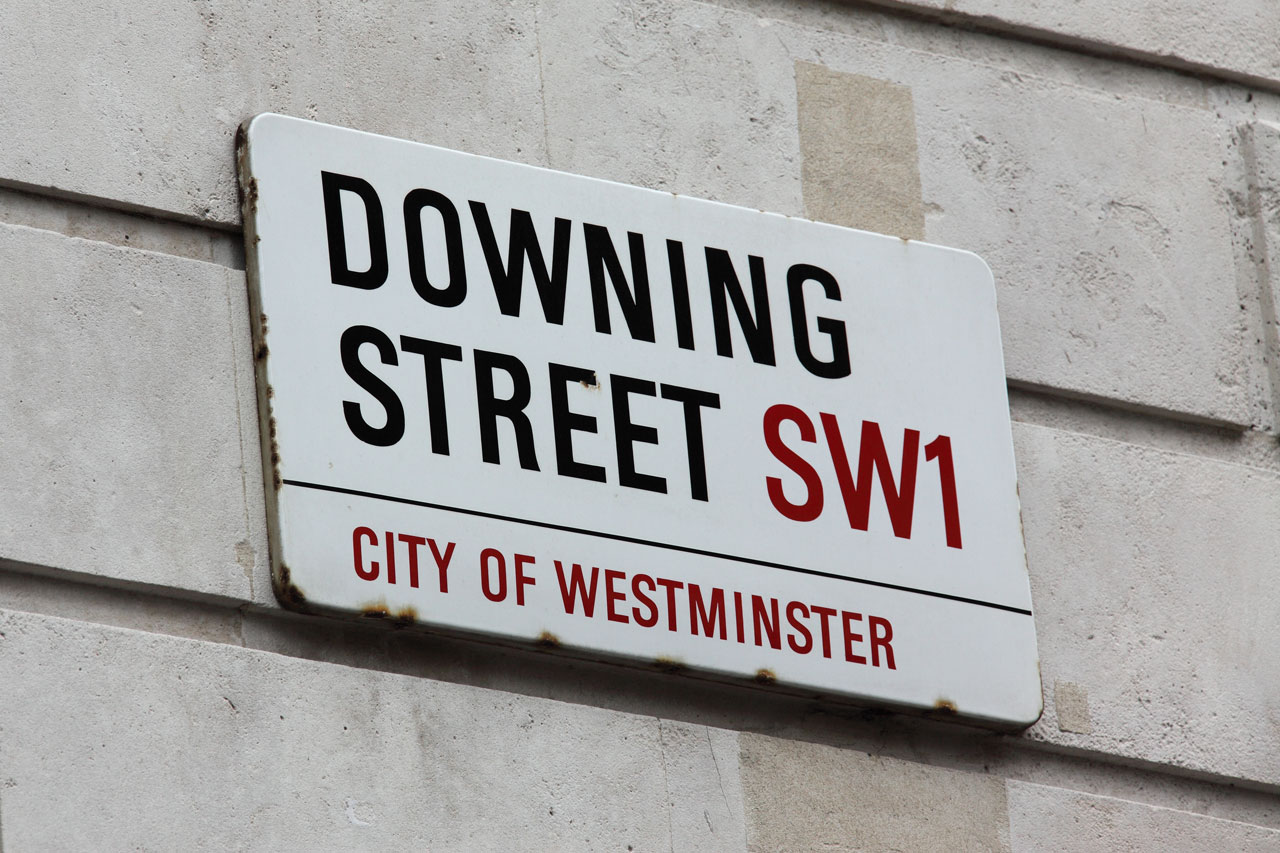
Downing Street, Westminster, London

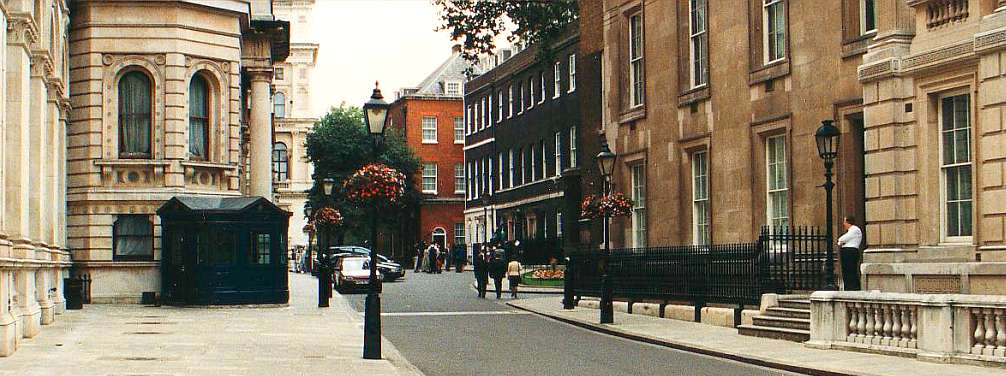
Die Downing Street

Die Downing Street [ˈdaʊnɪŋstɹiːt] ist eine Straße im Zentrum Londons, in der sich seit mehr als zweihundert Jahren die offiziellen Amts- und Wohnsitze von zwei der wichtigsten britischen Regierungsmitglieder befinden – des Premierministers des Vereinigten Königreichs und des Schatzkanzlers. Die berühmteste Hausnummer in der Downing Street ist die Nr. 10. Hier befindet sich der offizielle Amts- und Wohnsitz des ersten Lords des Schatzamtes und somit auch des Premierministers, da beide Ämter von ein und derselben Person bekleidet werden. Infolgedessen wird „Downing Street“ oder „Number 10“ oft als Abkürzung für den Premierminister oder seinen Amtssitz verwendet, während „Number 11“ ebenfalls eine Bezeichnung für den Schatzkanzler oder dessen Amtssitz darstellt.
Die Downing Street ist eine Seitenstraße der Whitehall im Zentrum von London, nur wenige Schritte vom Parlamentsgebäude entfernt, und läuft in Richtung des Buckingham Palace. Die Straße wurde von Sir George Downing, 1. Baronet (1632–1689), erbaut und trägt daher auch seinen Namen. Downing war Soldat und Diplomat, der unter Oliver Cromwell und König Charles II diente. Als Anerkennung für seine Dienste belohnte ihn König Charles II mit einem Stück Land, welches an den St. James’s Park angrenzte und über das heute die Downing Street verläuft. Sowohl der Premierminister, der Schatzkanzler als auch der Fraktionsführer der regierenden Partei wohnen offiziell auf derselben Straßenseite. Die Gebäude auf der anderen Seite wurden im 19. Jahrhundert durch die Bauten des Foreign Office (Außenministerium) ersetzt. In den 1950er und 1960er Jahren wurde erwogen, sowohl das Foreign Office als auch den Rest der Downing Street abzureißen und etwas Moderneres zu bauen. Diese Pläne wurden jedoch nie in die Tat umgesetzt und werden mittlerweile nicht mehr verfolgt.

## Häuser der Downing Street

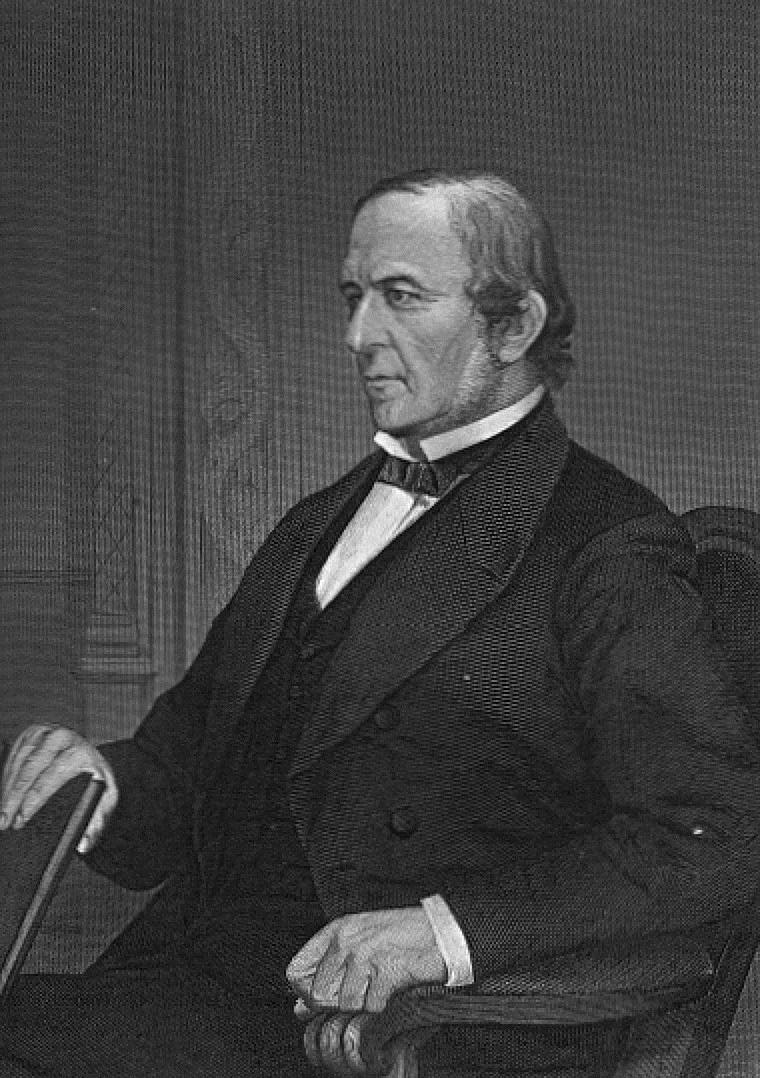
William Gladstone zog mit seiner Familie in die Nummern 10,11 & 12

Downing Street Nr. 9 dient seit 2001 als Zugang zu den Räumen des Privy Council Office und beherbergt zurzeit sowohl das Büro des Fraktionsführers als auch das Department for Exiting the European Union (Ministerium für den Austritt aus der Europäischen Union).
Downing Street Nr. 10 ist der offizielle Amts- und Wohnsitz des First Lord of the Treasury, dessen Amt seit 1735 ausnahmslos vom Premierminister wahrgenommen wird.
Downing Street Nr. 11 ist seit 1828 der Wohnsitz des Second Lord of the Treasury.
Downing Street Nr. 12, ehemals Amtssitz des Fraktionsführers, beherbergt zurzeit die Pressestelle des Premierministers, sowie das Marketing- und Kommunikationsbüro. 
Seit dem Bestehen dieser Häuser bewohnen die Minister in gegenseitigem Einverständnis die Häuser, die ihren Bedarf am besten decken. So wird die Nummer 11 manchmal nicht durch den Schatzkanzler bewohnt, sondern von dem Kabinettsmitglied, welches als stellvertretender Premierminister bezeichnet wurde; ob es diesen Titel annimmt, ist dabei unwichtig. Diese Handhabung war besonders in Koalitionsregierungen üblich. Manchmal nutzen die Minister ihre zur Verfügung gestellten Wohnräume nur für offizielle Anlässe und wohnen an anderen Orten. 
Während seiner Amtszeit, welche 1881 begann, beanspruchte William Gladstone die Wohnungen in den Nummern 10, 11 und 12 für sich und seine Familie. Das war angemessen, da er zu dieser Zeit sowohl Schatzkanzler als auch Premierminister war.
Nach der Unterhauswahl 1997, bei welcher die Labour Party die Regierung übernahm, wurde ein Wohnungswechsel zwischen den beiden Amtsinhabern vorgenommen, da der verheiratete Tony Blair noch drei zu Hause wohnende Kinder hatte, während sein Kollege Gordon Brown unverheiratet war, als er das Amt des Schatzkanzlers übernahm. Obwohl die Nummer 10 weiterhin der offizielle Wohn- und Amtssitz des Premierministers blieb, zog Blair mit seiner Familie in die geräumigere Nummer 11, während Brown in der kleineren Wohnung der Nummer 10 wohnte. 
Die Häuser 10, 11 und 12 sind auf mehreren Stockwerken durch Mauerdurchbrüche miteinander verbunden, so dass sie eher als Gebäudekomplex zu betrachten sind. Auch bilden die Grundstücke der drei Gebäude rückseitig einen einzigen Garten ohne Abtrennungen.
Die eigentlichen privaten Wohnräume des Premierministers, sofern sie für diese Zwecke benutzt werden, befinden sich in der während einer Kernsanierung in den 1960er Jahren ausgebauten Dachschräge des 4. Obergeschosses. Vorher nutzten die Premierminister noch die gartenseitigen Räume des 1. Obergeschosses zu Wohnzwecken. Diese dienen heute der Repräsentation und dem Gästeempfang.

## Die Tore zur Downing Street

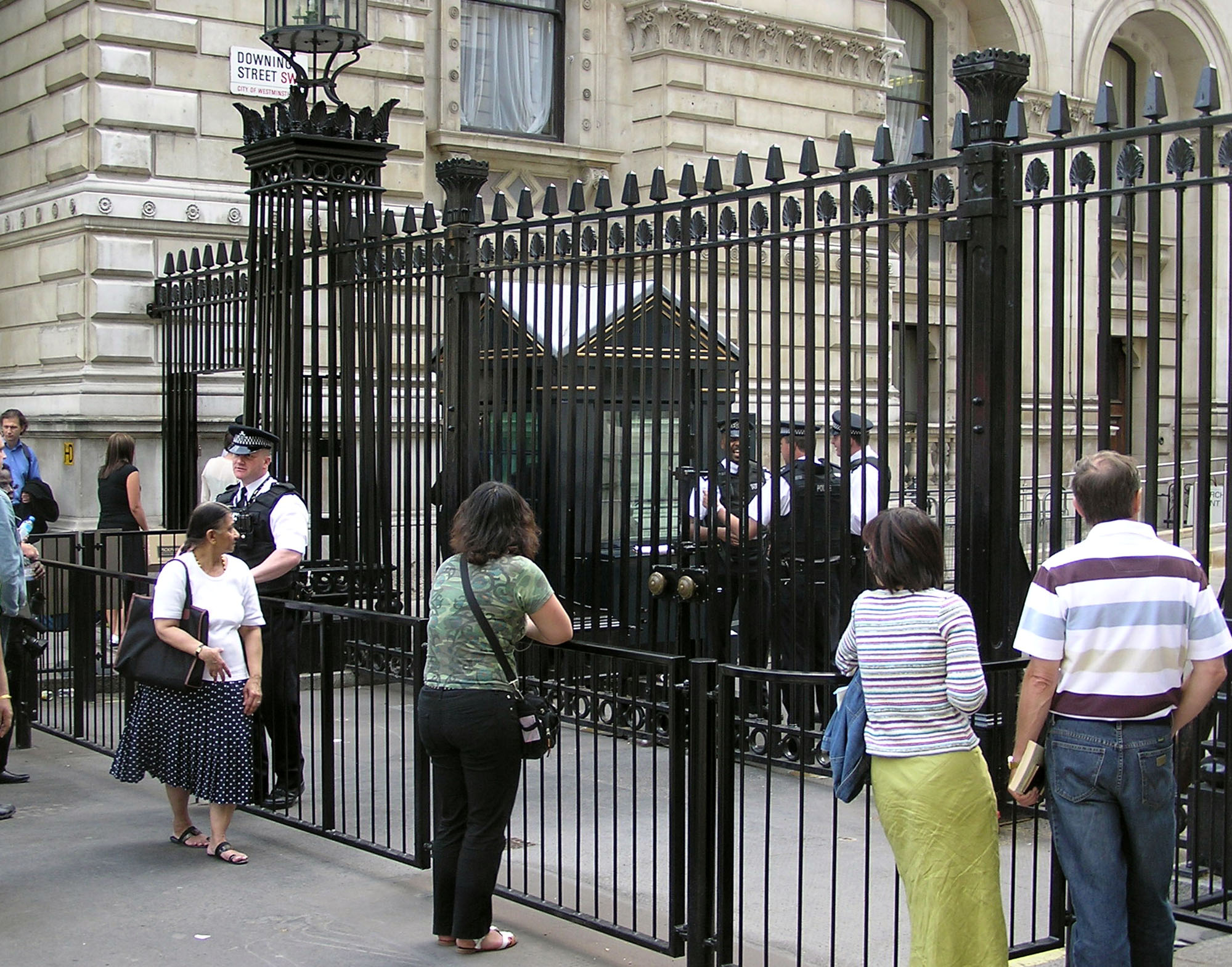
Die Tore zur Downing Street

Im Jahre 1986 wurden große, schwarze Stahltore am Eingang der Downing Street errichtet, um die damalige Premierministerin Margaret Thatcher vor terroristischen Anschlägen der IRA zu schützen. Davor war es der Öffentlichkeit möglich, die Downing Street als Abkürzung zum St. James’s Park zu nutzen. Die Fundamente der Tore wurden 2003 noch weiter gestärkt.